# Балка Кірноська
Балка Кірноська — балка (річка) в Україні у Новомосковському районі Дніпропетровської області. Ліва притока річки Орілі (басейн Дніпра).

## Опис
Довжина балки приблизно 10,17 км, найкоротша відстань між витоком і гирлом — 8,90 км, коефіцієнт звивистості річки — 1,14. Формується декількома балками та загатами. На деяких ділянках балка пересихає.

## Розташування
Бере початок у селі Левенцівка. Тече переважно на північний схід через село Керносівку і на південній околиці села Великі Бучки впадає у річку Оріль, ліву притоку річки Дніпра.

## Цікаві факти
- У селі Керносівка балку перетинає автошлях Т 0412[3] (автомобільний шлях територіального значення у Дніпропетровській області. Пролягає територією Петриківського, Царичанського, Магдалинівського, Новомосковського та Юр'ївського районів через Кам'янське — Шульгівку — Михайлівку — Котовку — Перещепине — Чернявщину — Жемчужне. Загальна довжина — 197 км.).
- У XX столітті на балці існували молочно- та птице-тваринні фабрики (МТФ, ПТФ), газгольдери та газові свердловини[2], а у XIX столітті — декілька вітряних млинів[1].